# ولسوالی خواجه غار
خواجه غار یکی از ولسوالی‌های ولایت تخار در شمال خاوری افغانستان است. در سال ۲۰۱۹ جمعیت خواجه غار ۷۴۷۶۹ نفر برآورد شده است.

## مردم‌شناسی
به گزارش کمیساریای عالی سازمان ملل متحد برای پناهندگان در مزار شریف، باشندگانی ولسوالی خواجه غار ۷۰٪ اوزبیک، ۲۰٪ پشتون، ۱۰٪ تاجیک هستند.

## اقتصاد
۴۰ درصد از افراد شاغل به فعالیت‌های کشاورزی، شکار، ماهیگیری و جنگلداری می‌پردازند. محصولات شامل گندم، جو، پنبه و کتان است. حدود ۱۴۰۰۰ هکتار اراضی آبی و ۳۲۰۰۰ هکتار اراضی دیم وجود دارد اما به علت کمبود امکانات کشاورزی فقط بخشی از اراضی کشت می‌شوند. آبیاری از رودخانه تالقان تأمین می‌شود ولی تا رسیدن به خواجه غار سطح آب کاهش پیدا می‌کند. تولیدات کشاورزی به دلیل کمبود بذر، آموزش، روش‌های نوین کشاورزی، تجهیزات و سردخانه‌ها پایین است. پرورش دام در این ولسوالی نیز صورت می‌گیرد که بیشتر شامل گوسفند و بز می‌شود.
۳۰ درصد دیگر از نیروی کار در بخش خدمات کار می‌کنند. اکثریت زنان به کار بافندگی و خیاطی می‌پردازند.
احتمالاً به دلیل نزدیکی به تاجیکستان، بازار این ولسوالی به یکی از بزرگ‌ترین بازارها در شمال شرق افغانستان تبدیل شده است. خواجه غار از تجارت فرامرزی اعم از قانونی و غیرقانونی، کلان سود می‌برد.